# Светлоярский завод белково-витаминных концентратов
Светлоярский завод белково-витаминных концентратов, также производственное биохимическое объединение «Волгоградбиосинтез» — ныне несуществующее предприятие микробиологической промышленности в посёлке Светлый Яр Волгоградской области. Выпускало кормовые дрожжи на основе нефтяных парафинов (паприн) и природного газа (гаприн). Завод входил в структуры Главного управления микробиологической промышленности СССР с 1970 года, Министерства медицинской и микробиологической промышленности с ноября 1985 года, ВПО «Союзпромбелок». При заводе находился Волгоградский филиал института ВНИИсинтезбелок, имелось профессиональное училище № 29, готовившее лаборантов, операторов установок, слесарей и строителей. 
На углеводородах нефти выращивались микроорганизмы, содержащие белок, витамины и другие питательные вещества. После этого масса подвергалась нагреванию, экстракции и сушке, в результате чего получался конечный продукт — гранулированная масса белково-витаминных концентратов.
В 1969 году директором строительства назначили Владимира Валериановича Аксёнова (1919—1998), который впоследствии стал и первым директором завода . 
С 1984 по 1994 годы на опытно-промышленной установке выпускалось до 15 тысяч тонн гаприна в год. Технология являлась передовой, опережала аналогичные разработки европейский компаний и позволяла производить гаприн в промышленном масштабе. В 1990-е из-за тяжёлой экономической ситуации и появления на российском рынке дешёвой сои, прямого конкурента кормовых дрожжей, производство было остановлено.
В 1987 году на заводе произошла авария.